# Stoa ammonitiformis
Stoa ammonitiformis är en ringmaskart som beskrevs av Serres 1855. Stoa ammonitiformis ingår i släktet Stoa och familjen Serpulidae. Inga underarter finns listade i Catalogue of Life.